# 大富斯峰

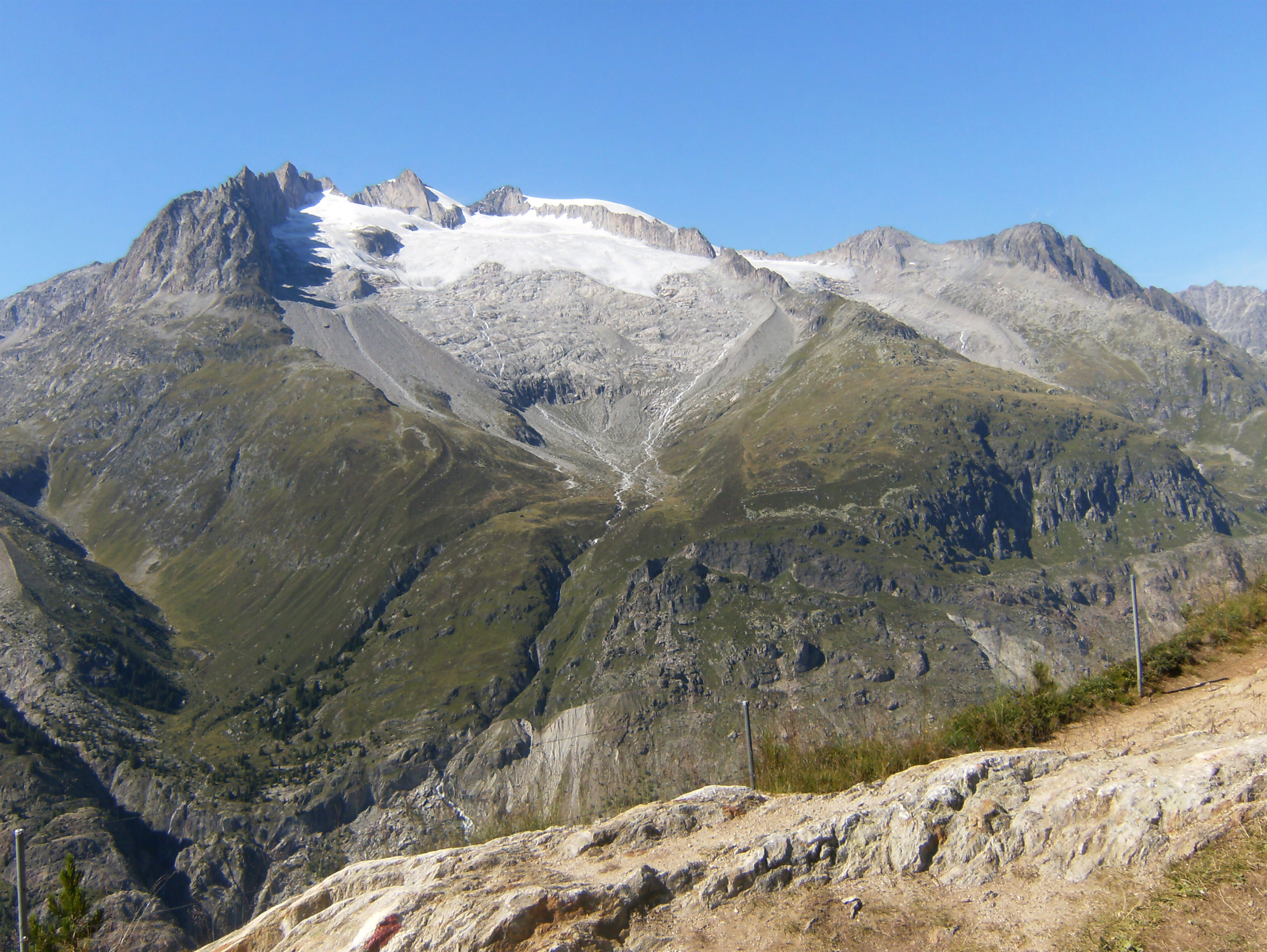

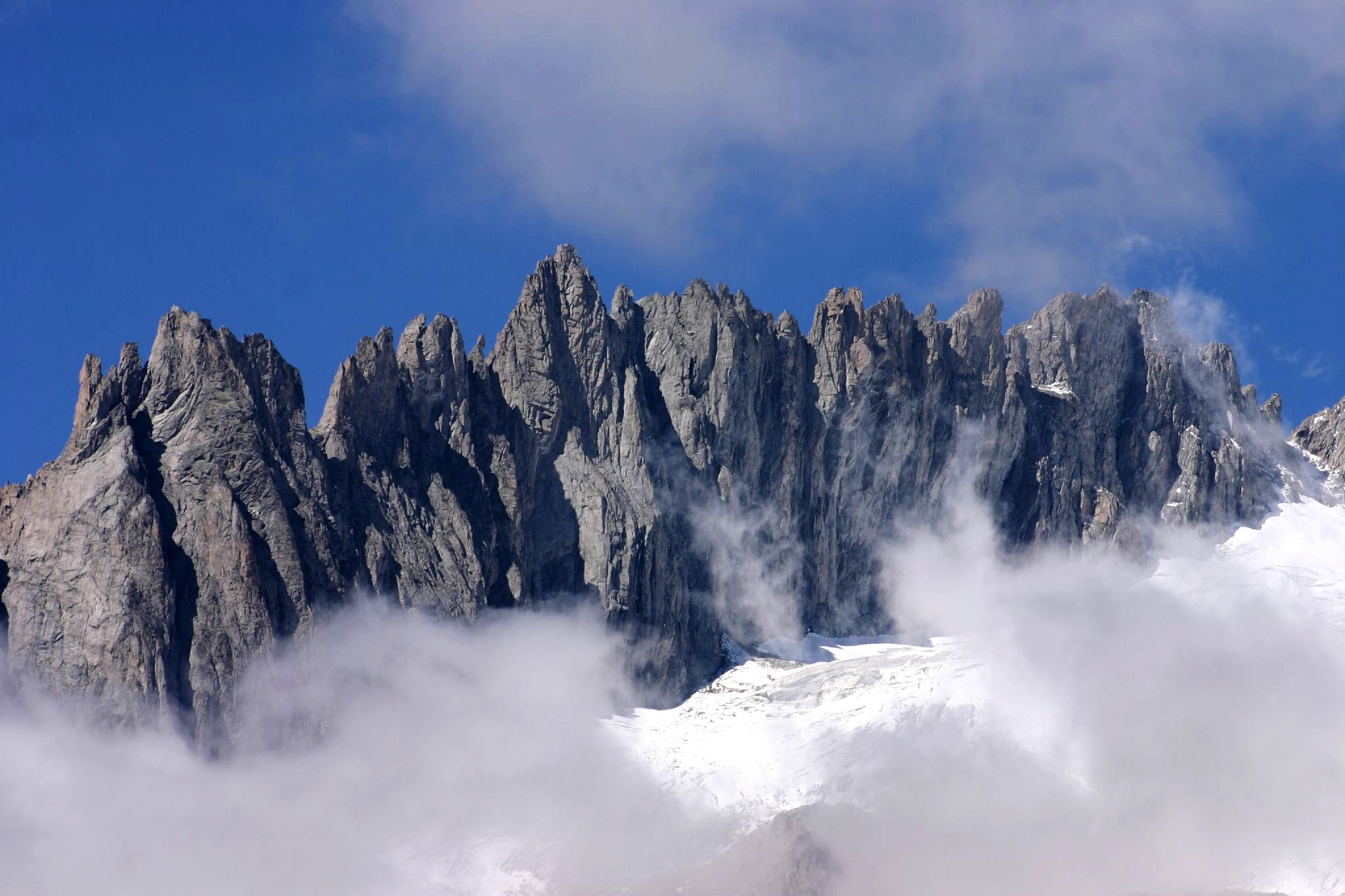

46°25′49.3″N 7°59′52.8″E / 46.430361°N 7.998000°E
大富斯峰（德語：Gross Fusshorn）是瑞士瓦萊州的山峰，位於該國南部，屬於伯尔尼山的一部分，海拔高度3,627米，每年平均降雨量2,221毫米。